# Судари
Судари́ (бел. Судары) — деревня в Барановичском районе Брестской области. Входит в состав Столовичского сельсовета. Население по переписи 2019 года — 18 человек.

## География
Деревня находится в 11 км (14 км по автодорогам) к северо-востоку от центра города Барановичи и в 3 км (4 км по автодорогам) к северо-востоку от центра сельсовета, агрогородка Столовичи, на правом берегу реки Щара. Есть магазин, на противоположном берегу реки находится деревня Загорье.

## История
По переписи 1897 года — деревня Столовичской волости Новогрудского уезда Минской губернии, 30 дворов. В 1909 году — 18 дворов.
Согласно Рижскому мирному договору (1921) деревня с 13 домами вошла в состав межвоенной Польши, где принадлежала гмине Столовичи Барановичского повета Новогрудского воеводства.
С 1939 года в составе БССР, в 1940–62 годах — в Городищенском районе Барановичской, с 1954 года Брестской области, с 25 декабря 1962 года в Барановичском районе. С конца июня 1941 года до июля 1944 года оккупирована немецко-фашистскими войсками (разрушено пять домов).

## Население
На 1 января 2022 года насчитывалось 22 жителя в 10 дворах, из них 13 трудоспособных, 5 детей и 4 пенсионера.
| Численность населения (по переписи) | Численность населения (по переписи) | Численность населения (по переписи) | Численность населения (по переписи) | Численность населения (по переписи) | Численность населения (по переписи) | Численность населения (по переписи) |
| 1897                                | 1909                                | 1921                                | 1959                                | 1999                                | 2009                                | 2019                                |
| ----------------------------------- | ----------------------------------- | ----------------------------------- | ----------------------------------- | ----------------------------------- | ----------------------------------- | ----------------------------------- |
| 119                                 | ↘109                                | ↘74                                 | ↘60                                 | ↘27                                 | ↘25                                 | ↘18                                 |